# سیارک ۳۹۶۲
سیارک ۳۹۶۲ (به انگلیسی: 3962 Valyaev، نامگذاری:1967CC) سه هزار و نهصد و شصت و دومین سیارک کشف شده‌است که در ۸ فوریه ۱۹۶۷ کشف شد.
قدر مطلق سیارک برابر ۱۲٫۴۰ است.